# وادي النمل
وادي النمل واد صغير من جنوب شرق الطائف في المملكة العربية السعودية، يأخذ سيله من أشعب جبال الصلايخ من شرق الطائف ومن شمال هضبة الوشحاء ويتجه صوب وادي نخب، وورد أن ياقوت الحموي ذكر أن هذا الوادي هو وادي النمل الذي ذكره الله في كتابه في قصة سليمان في قوله تعالى «(حَتَّى إِذَا أَتَوْا عَلَى وَادِ النَّمْلِ قَالَتْ نَمْلَةٌ يَا أَيُّهَا النَّمْلُ ادْخُلُوا مَسَاكِنَكُمْ لَا يَحْطِمَنَّكُمْ سُلَيْمَانُ وَجُنُودُهُ وَهُمْ لَا يَشْعُرُونَ) [النمل: 18]». 